# Hans Georg Herzog
Hans Georg Herzog (7 mei 1915 – datum van overlijden onbekend) was een Roemeens handballer van Duitse afkomst.
Op de Olympische Spelen van 1936 in Berlijn eindigde hij op de vijfde plaats met Roemenië. Herzog speelde één wedstrijd.
Dragan Comanescu · Péter Facsi · Carol Haffer · Ludovic Haffer · Fritz Halmen · Willi Heidel · Hans Hermannstädter · Hans Georg Herzog · Alfred Höchsmann · Bruno Holzträger · Fritz Kasemiresch · Willi Kirschner · Stippi Orendi · Günther Schorsten · Oki Sonntag · Robert Speck · Willi Zaharias · Hans Zikeli · Ștefan Zoller